# Anna Signeul
Anna Signeul, född 20 maj 1961 i Falun, är en svensk före detta fotbollsspelare, som var landslagstränare för Skottlands damlag i fotboll mellan 2005  och 2017. Hon var 2017–2022 tränare för Finlands landslag.

## Spelarkarriär
Signeul gick redan 1972 med i lokala Falu BS. Som tonåring anslöt hon till IK Brage innan hon tillbringade merparten av sin spelkarriär i Strömsbro IF. Totalt genomförde Signeul 240 matcher i Damallsvenskan.

## Coachingkarriär
Signeul började sin tränarkarriär med IK Brage. Hon tränade senare Strömsbro IF, IK Sätra och Tyresö FF. Mellan åren 1996 och 2004 var hon huvudtränare för ungdomslandslagen i fotboll. Under Signeuls år blev Sverige trea i UEFA-mästerskapet U18, innan de vann tävlingen året därpå.
I mars 2005 utnämndes Signeul till nationell tränare för Skottlands damlag och ersatte den utgående Vera Pauw. Hennes första stora prestation var att leda landet till en kvalificerad playoff för EM 2009. Men de förlorade mot Ryssland genom bortamålsregeln. Signeul har också lett Skottland till plats 20 på FIFA:s världsrankning för damer, något Skottland dittills inte uppnått innan. Signeul själv menar i en intervju att hon förändrat det skotska laget från grunden, från ett ”publag” som inte satsade på fotbollen utan festade och hamnade i slagsmål, till ett lag i som platsar i EM-slutspel. Signeul tillkännagav i januari 2017 att hon skulle lämna Skottland efter EM 2017 till förmån för att bli Finlands huvudtränare.